# 今野竹雄
今野 竹雄（こんの たけお、1979年2月8日 - ）は、福島県浪江町出身、日本のギタリスト、編曲家、音楽プロデューサー。 

## 来歴・人物
ロックバンド「GLISS」として「SONY QUICKEARD RECORDS」メジャーデビュー。映画Sony Music Picture「GLOW」への挿入歌に抜擢されるなど、様々なメディアや全国のライブハウスで活動し、その後、様々なバンド活動を経てソロ活動を開始。その他に芸能活動などで「ブルボン」アルフォートなどのCM俳優へ抜擢。現在は松ヶ下宏之氏(Bluem of Youth)に師事し、スタジオワークを中心にギタリスト、編曲家、作曲家、プロデューサーとして様々なフィールドで活動中。 
ギタリストとしても「石井竜也」（米米CLUB）や「杏里」などのツアー、レコーディング、スタジオワークにギターで参加。 

## ディスコグラフィ
Gliss
- Set For The Sun（2000年6月21日発売　TBSテレビ BLITZ INDEXタイアップソング）
  - 発売元： QUICKEAREDS RECORDS
  - 販売元： ソニー・ミュージックエンタテインメント
- ROLL OVER（2000年9月20日発売　映画『GLOW～僕らはここに…。～』挿入歌）
  - 発売元： QUICKEAREDS RECORDS
  - 販売元： ソニー・ミュージックエンタテインメント
- GLOW～僕らはここに…。～サウンドトラック （2000年10月18日発売）
  - 発売元： SMP事務局
  - 販売元： BounDEE
- DROP vol,1（2001年）
- DROP vol,2（2001年）
- Live in Japan（2002年）

AINE
- 線香花火（シングル 2006年 発売）
  - 発売元：MOON CHILD
- 手紙/思い出に変わる日（2006年 発売 iTuneMusic Store, Music.jp配信限定シングル）
  - 発売元：MOON CHILD
- アイノオト（ミニアルバム 2007年 発売）
  - 発売元：MOON CHILD
- Million Smile, Million Cry（アルバム 2007年 発売）
  - 発売元：Bonolith Records (全国流通盤)
  - 発売元：MOON CHILD
  - 販売元：RatsPack Records
- 東京（シングル 2008年 発売）
  - 発売元：MOON CHILD
- STREET LIVE TOUR 2007（DVD 2008年 発売）
- Shiny on my way（ミニアルバム 2009年 発売）
  - 発売元：Bonolith Records(全国流通盤)
  - 販売元：RatsPack Records
- LIMITED LIVE TOUR 2013 Believe（DVD/Blu-ray 2013年 発売）

今野竹雄
- 故郷〜あの空を忘れない〜/ ONCE IN MY LIFE（シングル 2012年）
  - 発売元：Bonolith Records

- 提供楽曲・作曲・編曲